# Yermólino (Kaluga)
Yermólino (ruso: Ермо́лино) es una ciudad rusa, perteneciente al raión de Bórovsk de la óblast de Kaluga.
En 2021, la ciudad tenía una población de 11 189 habitantes. En su territorio no hay pedanías.
Se ubica unos 5 km al norte de Óbninsk, entre las ciudades de Bórovsk y Balabánovo; con estas dos últimas forma una aglomeración urbana de más de cincuenta mil habitantes. El casco urbano está atravesado por el río Protvá. La ciudad se ubica junto a la carretera A108, la más exterior de las circunvalaciones de Moscú.

## Historia
Se conoce la existencia del pueblo desde 1601, cuando aparece en un documento de Borís Godunov. En su origen fue clasificado como una aldea (derevnia), que administrativamente se integró en el uyezd de Bórovsk de la gobernación de Kaluga. En 1928, la Unión Soviética le dio el estatus de posiólok; su población entonces no llegaba a mil habitantes, pero creció notablemente en las décadas siguientes por ubicarse en una aglomeración urbana industrial. Desde 1945 alberga el aeródromo de Yermólino, una base aérea de la Fuerza Aérea Soviética, que actualmente está en proceso de transformación en aeródromo civil con base en un convenio con Utair. Adoptó estatus de ciudad en 2008.